# Joe Salisbury
Joe Salisbury (født 20. april 1992 i London, Storbritannien) er en professionel tennisspiller fra Storbritannien.